# Gaultheria antarctica
Gaultheria antarctica är en ljungväxtart som beskrevs av Hooker f. Gaultheria antarctica ingår i släktet Gaultheria och familjen ljungväxter. Inga underarter finns listade i Catalogue of Life.

## Bildgalleri

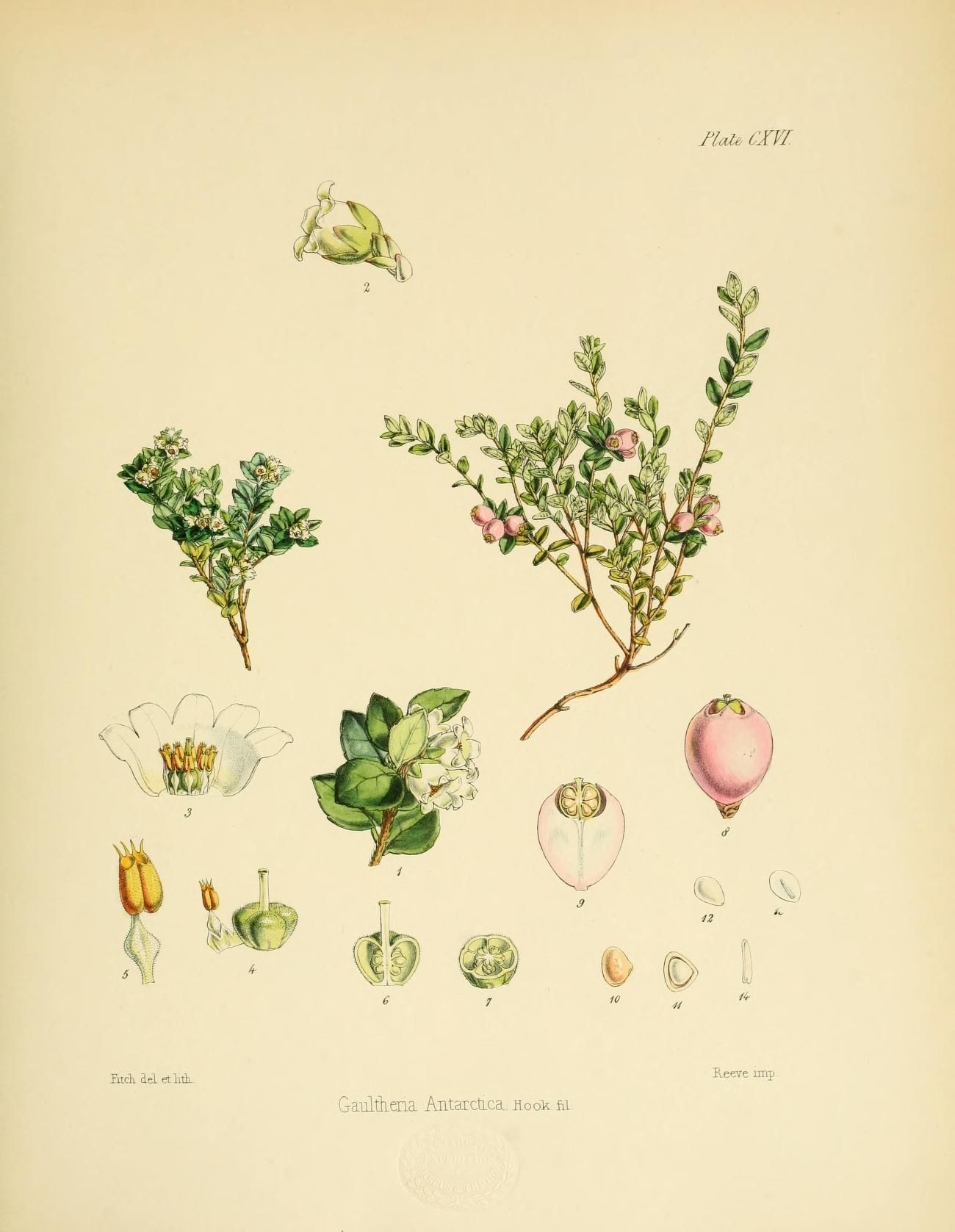